# Melonie Diaz
Melonie Diaz (New York, 25 april 1984) is een Amerikaanse actrice van Puerto Ricaanse afkomst. Ze werd in 2007 genomineerd voor een Independent Spirit Award voor haar bijrol in de dramafilm A Guide to Recognizing Your Saints en in 2014 voor die in de dramafilm Fruitvale Station.
Diaz debuteerde in 2001 als filmactrice in de misdaadkomedie Double Whammy. Nadien voegde ze met name filmrollen toe aan haar curriculum vitae. Ze verschijnt daarbij zowel in komedies (zoals Assassination of a High School President en Be Kind Rewind) als in drama's (zoals Lords of Dogtown en American Son). 

## Filmografie
| - The First Purge (2018) - All About Nina (2018) - Gringo (2018) - And Then I Go (2016) - The Belko Experiment (2016) - Ghost Team (2016) - The Cobbler (2014) - X/Y (2014) - Fruitvale Station (2013) - You, Me & The Circus (2012) - Supporting Characters (2012) - She Wants Me (2012) - Save the Date (2012) | - Nothing Like the Holidays (2008) - I'll Come Running (2008) - Hamlet 2 (2008) - Be Kind Rewind (2008) - American Son (2008) - Assassination of a High School President (2008) - Feel the Noise (2007) - The Beautiful Ordinary (2007) - Itty Bitty Titty Committee (2007) - A Guide to Recognizing Your Saints (2006) - Lords of Dogtown (2005) - Raising Victor Vargas (2002) - Double Whammy (2001) |

## Televisieseries
*Exclusief eenmalige gastrollen
- Charmed - Mel Vera (2018-...)
- The Breaks - Damita (2017, acht afleveringen)
- Ro - Ro (2012, zes afleveringen)
- Nip/Tuck - Ramona Perez (2010, drie afleveringen)

- Bibliothèque nationale de France: cb145916846 (data)
- Gemeinsame Normdatei: 106070594X
- International Standard Name Identifier: 0000 0000 0351 9407
- Library of Congress Control Number: no2004098531
- Nationale Bibliotheek van Israël: 987007327672605171
- Système universitaire de documentation: 086269798
- Virtual International Authority File: 53868401
- WorldCat: E39PBJqbfJP34H7m9FGfvJ6tKd